# Grande synagogue de Copenhague
La grande synagogue est la principale synagogue de la communauté juive de Copenhague au Danemark.

## Architecture

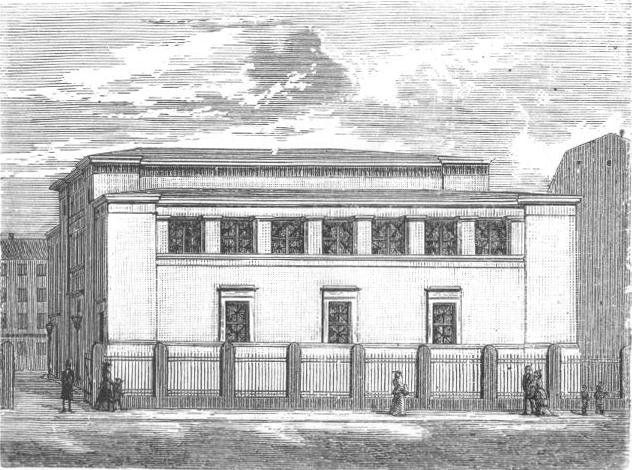
La Grande synagogue vers 1899

Cette synagogue, construite en 1833 par Gustav Friedrich Hetsch, est unique par son architecture construite autour de l'Arche sainte.
Pendant la première partie du XIXe siècle, les synagogues continuaient à être construites dans la tradition classique, mais on a assisté à un retour des architectures grecque et romaine. 
La Grande synagogue de Copenhague est une des rares synagogues de sa période à utiliser des éléments égyptiens dans ses colonnes, son toit et sa corniche surplombant l'arche.

## Histoire

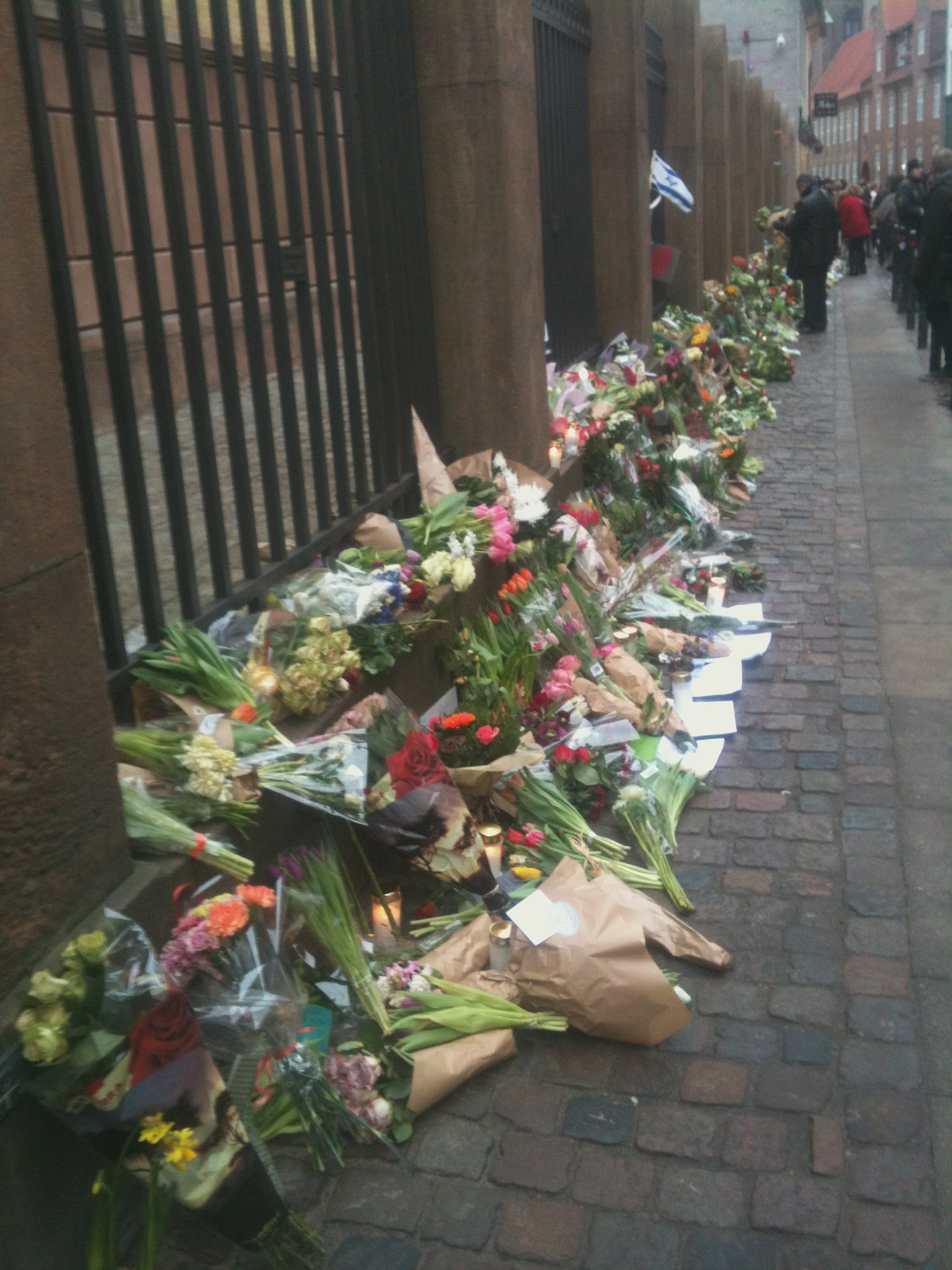
Hommages devant la Grande synagogue de Copenhague après la fusillade de 2015.

Pendant la Seconde Guerre mondiale, les rouleaux de la Torah de la synagogue ont été cachés à l'Église de la Trinité de Copenhague. Ils ont été restitués à la synagogue après la guerre.
Dans la nuit du 14 au 15 février 2015, une fusillade a eu lieu à l'extérieur de la synagogue, tuant un garde juif et blessant deux policiers.